# Antônio Cândido da Câmara Canto
Antônio Cândido da Câmara Canto (* 25. September 1910 in Montevideo; † 1977 in Rio de Janeiro) war ein brasilianischer Diplomat.

## Leben
Antônio Cândido da Câmara Canto war brasilianischer Staatsbürger entsprechend Artikel 69 n.° 3 der Verfassung von Brasilien, da sein Vater brasilianischer Staatsbürger war. Er trat 1938 in den auswärtigen Dienst ein. Von 1955 bis 1956 war er Geschäftsträger bei António de Oliveira Salazar in Lissabon. Von 1958 bis 1960 war er Geschäftsträger bei Francisco Franco in Madrid, wo er vom 2. Juli 1963 bis 8. Juni 1966 Botschafter war.
Antônio Cândido da Câmara Canto war im Folterregime der brasilianischen Militärs einflussreich und kommandierte im Regime von Artur da Costa e Silva die Verfolgung der Kommunisten.

## Cassações
Die offizielle Laufbahnbeschreibung des Itamaraty von Antônio Cândido da Câmara Canto verschweigt, dass dieser 1969 zwei Enquetekommissionen zum Thema Cassações leitete. 1970, nach dem durch die Cassações 15 Kollegen aus dem diplomatischen Dienst entfernt worden waren, dekorierte ihn das Folterregime mit dem Großkreuz des Rio-Branco-Ordens (Ordem de Rio Branco). Der Ausschluss von 15 Diplomaten aus dem diplomatischen Dienst im Jahr 1969 war, in Bezug auf die Anzahl der Ausschlüsse, die größte Säuberung des Itamaraty. 1954 wurden im Rahmen der antikommunistischen Kampagne von Carlos Lacerda fünf Diplomaten, darunter João Cabral de Melo Neto und Antonio Houaiss, als subversiv verleumdet aus dem diplomatischen Dienst ausgeschlossen. Die Ausschlüsse von 1954 wurden durch einen Gerichtsbeschluss des Supremo Tribunal Federal für rechtswidrig und ungültig erklärt.
Die Ausschlüsse waren von Evandro Lins e Silva, Sobral Pinto und Luiz Gonzaga do Nascimento Silva angefochten worden.
1964 schloss das Folterregime Antonio Houaiss und Jayme Azevedo Rodrigues erneut aus dem diplomatischen Dienst aus, nachdem Houaiss noch unter der Regierung von João Goulart bei der Generalversammlung der Vereinten Nationen die Diktatur des Estado Novo (Portugal) von António de Oliveira Salazar angegriffen hatte. Die Cassações basierten auf einer Norm des Folterregiemes, die zwei Monate nach der Operação Brother Sam 1964 dekretiert wurde.
Neben den 13 unmittelbar durch die von Câmara Canto geleiteten Cassações-Enquetekommissionen ausgeschlossenen Diplomaten wurden von 1969 bis 1975 weitere fünf Diplomaten durch das Ato Institucional nº 5 (AI-5) aus dem Dienst ausgeschlossen.
Darunter erlangten die Fälle der Botschaftssekretäre Mário da Graça Roiter und Miguel Darcy de Oliveira, denen antipatriotisches Verhalten vorgeworfen wurde, eine gewisse Bekanntheit.

## Botschafter des Folterregimes in Santiago de Chile
Von 1969 bis 22. September 1975 war er Botschafter in Santiago de Chile.
Câmara Canto war Angehöriger der Divisão de Segurança e Informações do Ministério das Relações Exteriores (DSI/MRE), diese überwachte und verfolgte die nach dem Operação Brother Sam von 1964 hauptsächlich nach Uruguay und Chile migrierte Opposition.
Câmara Canto kritisierte mehrfach Salvador Allende und protestierte mehrmals bei der Regierung von Salvador Allende über die Berichterstattung von Televisión Nacional de Chile über Vorwürfe, die brasilianischen Behörden würden Folter gegen politische Gefangene anwenden. Er bat, dass die Sendungen eingestellt und Maßnahmen gegen die Programmverantwortlichen ergriffen werden.

## Um golpista militante
Beim Putsch in Chile 1973 wird ihm eine zentrale Rolle zugeschrieben. Für die Finanzierung des Putsches in Chile außerhalb der Haushaltskontrolle des brasilianischen Parlamentes wurde bei Unternehmen in Staatsbesitz Geld gesammelt. Zu diesem Zweck waren vorher Strohmänner wie Manuel Pio Correia Júnior auf Posten mit Prokura in den Unternehmen positioniert worden.
Als am 11. September 1973 als die Fuerza Aérea de Chile La Moneda mit Bomben in Brand gesetzt hatte, verkündete Antônio Cândido da Câmara Canto feierlich am Telefon “Ganhamos¡” (Wir siegen!). Ebenfalls am 11. September 1973 war Câmara Canto der einzige Brasilianer, der bei der Vereidigung der Militärjunta unter Augusto Pinochet anwesend war. In der brasilianischen Mission hatten wichtige Treffen zur Vorbereitung der Verschwörung stattgefunden.
Er wird als fünfter Mann in der Junta von Augusto Pinochet bezeichnet. Er verwehrte brasilianischen Staatsbürgern, die in das Fadenkreuz der chilenischen Putschisten gerieten, das Asyl. Die Botschaft übermittelte die Daten von brasilianischen Staatsbürgern, die Visumanträge nach Chile gestellt hatten, regelmäßig und vorbehaltlos an das Putschregime. Das Putschregime forschte aus diesen Daten eine politische Einstellung der Antragsteller aus und erteilte oder verweigerte die Visa, so auch die Daten der in Chile beschäftigten Mitarbeiter des brasilianischen Staatsbetriebes Companhia Vale do Rio Doce (CVRD).
In seinem Buch A ditadura derrotada charakterisiert Elio Gaspari Câmara Canto als um golpista militante (Mitglied der Putschisten). Er zeichnet das Profil eines Konservativen, von dem das Itamaraty verlautbaren lässt, dass er ernst mit den Fähigkeiten eines Gentlemans auf seinen Posten gedient hätte. Câmara Canto bezeichnete seine häufigen Gesprächspartner als "militärische Freunde von mir." Er veranstaltete Dinners für Mitglieder der Militärjunta, auf welchen Pinochet die "traditionelle Freundschaft" zwischen Brasilien und Chile lobte und erklärte, beide Staaten würden einen "kompromisslosen Kampf" gegen den "Kommunismus" in der Welt führen.
Als Câmara Canto 1975 Chile verließ, wurde er von den Mitgliedern der Militärjunta geehrt und Augusto Pinochet lud zu seinen Ehren zu einem Dinner.
Itarmaraty hatte von diesen Vorgängen Kenntnis und lobte Câmara Canto, er hätte seine Mission zu einem perfekten Mittel des Erfolgs gemacht. Er wurde 1975 in den Ruhestand versetzt, als in Brasilien das Putschregime in Chile noch kaum als faschistisch bezeichnet wurde. Seine Telegramme aus der Botschaft in Santiago de Chile zeigen seine Affinität zur Prominenz der chilenischen Putschisten, allen voran Augusto Pinochet.
Er starb an Krebs.